# 方丹多济亚克
方丹多济亚克（法語：Fontaines-d'Ozillac，法語發音：[fɔ̃tɛn dozijak]）是法国滨海夏朗德省的一个市镇，位于该省东南部，属于容扎克区。

## 地理
方丹多济亚克（45°23'8"N, 0°22'47"W）面积13.87 平方千米，位于法国新阿基坦大区滨海夏朗德省，该省份为法国西部滨海省份，北起旺代省，西临大西洋，南至吉倫特省，东南接多爾多涅省，东北接德塞夫勒省接壤，东临夏朗德省。
与方丹多济亚克接壤的市镇（或旧市镇、城区）包括：绍纳克、莱奥维尔、奥济亚克、圣梅达尔、蒂热拉圣莫里克、维勒克萨维耶。

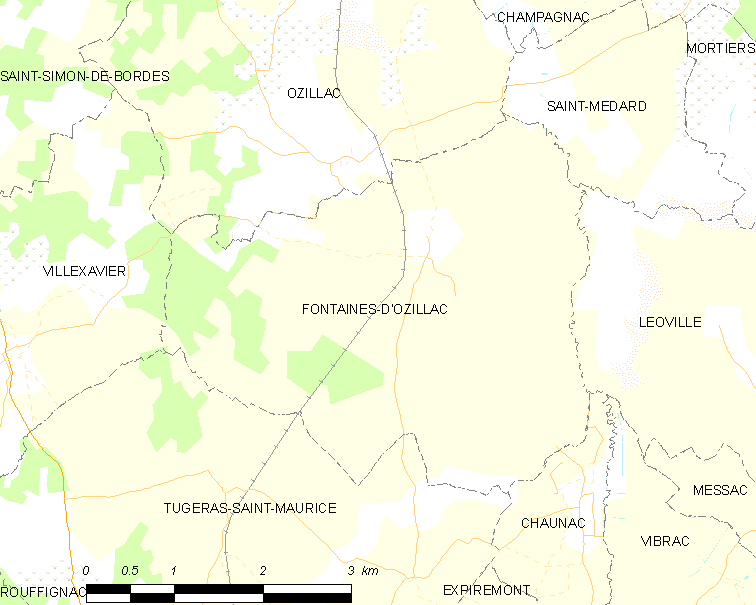
方丹多济亚克的OSM定位图

方丹多济亚克的时区为UTC+01:00、UTC+02:00（夏令时）。

## 行政
方丹多济亚克的邮政编码为17500，INSEE市镇编码为17163。

## 政治
方丹多济亚克所属的省级选区为容扎克县。

## 人口

1962-2008年间方丹多济亚克人口变化图示

方丹多济亚克于2022年1月1日时的人口数量为511人。